# Nicolás Antonio
Nicolás Antonio (Sevilla, 28 de juliol de 1617 - Madrid, 13 d'abril de 1684), cèlebre erudit, iniciador de la bibliografia espanyola moderna.

## Biografia
Nicolás Antonio, era fill de don Nicolás Antonio (fill de Nicolás Antonio i Anna de Gomar), natural de Sevilla, i de Doña María Ana Nicolás Bernart, filla de Don Jacques Nicolás, de Viqueben (Flandes) i de Doña Bárbara (Barbola) Bernart, de Sevilla. El seu pare va obtenir el 1626 de Felip IV l'administració de l'Almirallat Reial de la Cort d'Andalusia i del Regne de Granada i figura, el 1622, com a gentilhome a Dos Hermanas, exercint també, a Anvers, el càrrec de jutge i president de l'Armada flamenca.
Nicolás Antonio va tenir dues germanes: Beatriz, casada amb José Diego Bernuy, marquès de Benamejí i Antònia, casada amb don Francisco de Conique i Antonio.
Va estudiar Arts Liberals al Col·legi de Sant Tomàs i Cànons al de Santa Maria de Jesús, el 1635 va estudiar a la Universitat de Sevilla, per passar a la Universitat de Salamanca el 1636, on va cursar i es va doctorar en Dret el 1639.
Tenia aficions de bibliòleg i havia iniciat la redacció d'un catàleg dels noms propis de les Pandectes, però va abandonar el projecte en saber que el famós Antonio Agustín portava molt avançada una obra similar. Aleshores va concebre la idea de formar un índex de tots els escriptors espanyols des de l'època de l'emperador romà Octavio Augusto fins al seu temps; ia aquest efecte va tornar a la seva ciutat natal, on existien importantíssimes biblioteques, entre les quals destacava la reunida per fra Benet de la Serna al monestir benedictí, lliurant-se amb afany a l'anàlisi i estudi de totes elles per espai de gairebé onze anys, exceptuada una breu estada a la cort el 1645 per rebre l'hàbit de cavaller de l'Ordre de Sant Jaume amb què Felip IV premiava els seus afanys bibliogràfics
El 1651 va tornar de nou a Madrid per aconseguir, segons ell mateix diu, «una ocupació de lletres», presentant en aquesta ocasió el manuscrit de la seva obra De exilio sive de exilii... , i tres anys més tard, en 1654, es troba ja a Roma, acompanyant a Luis de Guzmán Ponce de León, ambaixador de Sa Majestat a la Ciutat Eterna, com a agent general dels Regnes d'Espanya, Dues Sicílies i Ducat de Milà, càrrecs que l'autoritzaven com a agent de la Inquisició espanyola a Itàlia, i li van permetre incloure la gran llista de llibres prohibits a la seva obra, afegint-la als més de 30.000 volums de la seva pròpia biblioteca.
La seva estada a Roma s'hauria de prolongar per gairebé cinc lustres i li va servir per prosseguir la seva infatigable cerca i adquisició de còdexs i manuscrits fins a reunir una biblioteca de més de 30.000 volums, èmula de la Vaticana; mes van ser tants els dispendis ocasionats que, a fi d'evitar-li la total ruïna, el papa Alexandre VII va haver de concedir-li una canongia de la catedral de Sevilla amb dispensa de residència (22 de maig de 1664), amb 110 escuts de renda.
En 1678, a la seva tornada a Madrid, Carlos II el va nomenar fiscal del Reial Consell de Creuada, càrrec que va ostentar fins a la seva mort, ocorreguda el 13 d'abril de 1684.
Les seves Biblioteques van donar un gran impuls a Espanya a la ciència de la Bibliografia, i ja al mateix segle xviii nombrosos erudits es van animar a intentar completar-les amb noves aportacions com Ambrosio José de la Cuesta i Saavedra (1653-1707), Andrés González de Barcia (1673-1743), Pablo Ignacio de Dalmases i Ros (1670-1718), José Finestres i de Monsalvo (1688-1767), Jaume Caresmar (1717-1801), Faustino Arévalo (1747-1824) i José Cevallos i Ruiz de Vargas (1724-1776).

## Obra

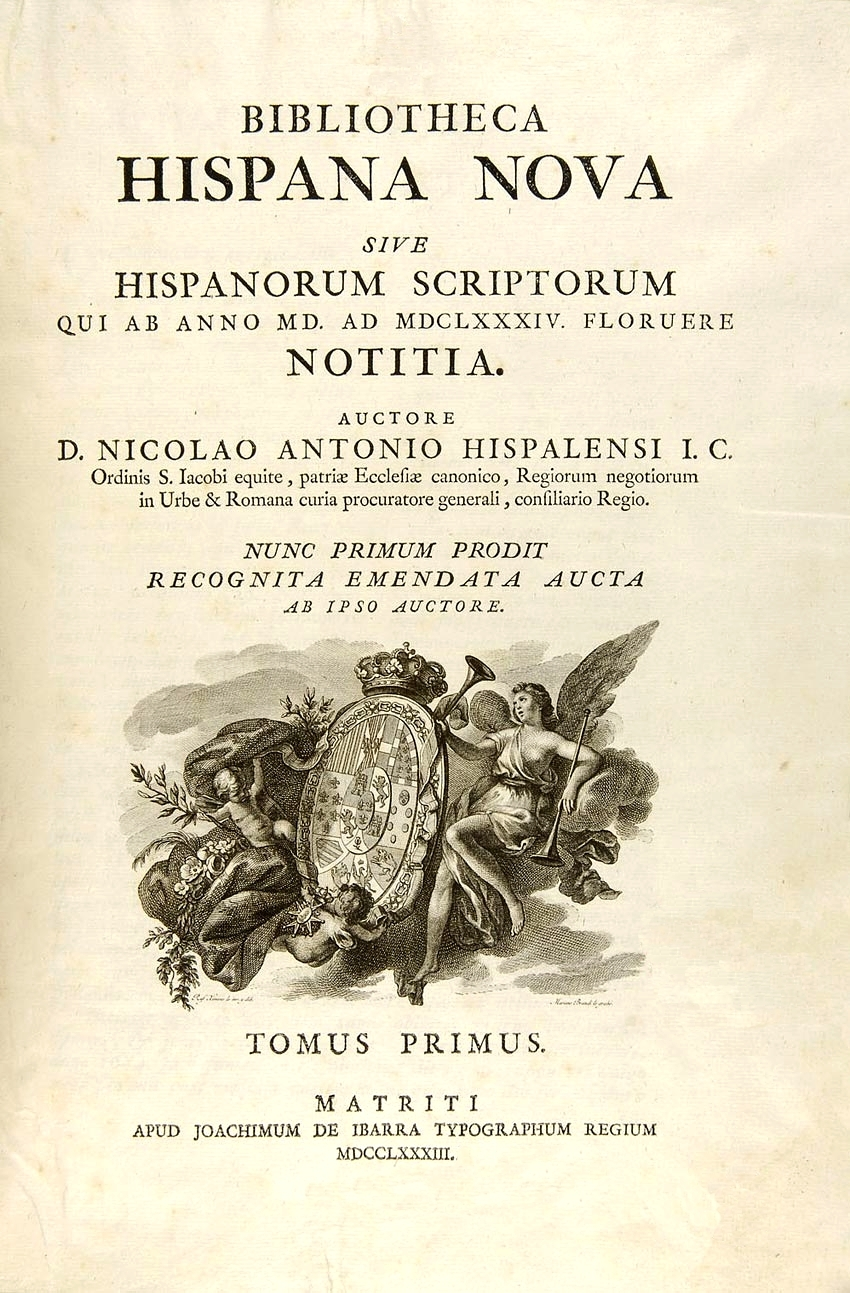
Portada de l'edició de 1783 de Joaquín Ibarra de Bibliotheca hispana nova, obra de Nicolás Antonio.

Les seves obres cabdals com a bibliògraf van ser la Bibliotheca hispana nova, publicada el 1672 amb el títol Bibliotheca hispana sive hispanorum, i la Bibliotheca hispana vetus (pòstuma, impresa el 1696). Hi reuneix de manera crítica una ingent quantitat d'informació biobibliogràfica precisa i crítica sobre tots els autors que van escriure a Espanya fins a la seva època. La Vetus comprèn des d'August fins a 1500, i la Nova des de 1500 a 1672. Totes dues van ser reeditades, amb canvis, al segle xviii per l'il·lustrat Francisco Pérez Bayer entre 1783 (Bibliotheca hispana nova ) i 1788 (Bibliotheca hispana vetus ).
La sòlida erudició de Nicolás Antonio el va fer desconfiar dels falsos cronicons, iniciant així l'hipercriticisme de la Il·lustració i preparant l'obra d'Enrique Flórez. Sobre aquest tema va escriure la seva Censura d'històries fabuloses, treball crític sobre unes suposades cròniques descobertes a finals del segle xvi pel P. Román de la Higuera, que no va veure la llum fins que el novator Gregori Mayans i Siscar la va publicar al segle següent, a València, el 1742.
La Bibliotheca hispana consta de dues parts; la segona, Bibliotheca hispana nova, va aparèixer a Roma el 1672 en dos volums, abastant tots els autors espanyols des del 1500 al 1672, i va ser reeditada a Madrid el 1783 per iniciativa de director de la Biblioteca Reial de Madrid, Joan de Santander, que va incorporar al primer text imprès nombroses addicions i correccions que l'autor li va fer els darrers anys de la seva vida; està escrita en llatí i disposada en forma de diccionari, així com acompanyada de diversos índexs que en faciliten el maneig. La primera part, o Bibliotheca hispana vetus, comprèn els escriptors espanyols des d'August a 1500, va veure la llum a Roma el 1696 i la seva edició va ser sufragada pel cardenal Sáenz d'Aguirre. Les últimes pàgines comprenen una Bibiotheca aràbic-hispana, que no s'ha de confondre amb la Bibliotheca hispanorabínica, obra independent i de la qual només queden alguns apunts conservats a la Biblioteca Nacional de Madrid. La seva reedició divuitesca, també a càrrec de la Biblioteca Reial, va sortir el 1788.
L'edició de Joaquín Ibarra de la Bibliotheca es pot tenir com un dels millors impresos espanyols del segle xviii, no només per les seves discretes il·lustracions sinó per la cura tipogràfica. El disseny, gravat i fosa dels tipus es va realitzar a l'obrador de la Biblioteca Reial amb lletreries creades expressament per a les seves edicions, que comprenen caràcters aràbics, hebreus, grecs i llatins realitzats per Gerónimo Antonio Gil .
Les dues obres han estat traduïdes al castellà:
- Biblioteca Hispana Antigua o de los escritores españoles que brillaron desde Augusto hasta el año de Cristo de MD, trad. dir. G. de Andrés Martínez, M. Matilla Martínez. Madrid, Fundación Universitaria Española, 1998, 2 vols.
- Biblioteca Hispana Nueva o de los escritores españoles que brillaron desde el año MD hasta el de MDCLXXXIV, trad. dir. M. Matilla Martínez. Madrid, Fundación Universitaria Española, 1999, 2 vols.